# 379
سنة 379 م (بالأرقام الرومانية: CCCLXXIX) كانت سنة بسيطة تبدأ يوم الثلاثاء (الرابط يظهر نموذج الجدول الزمني الكامل للسنة) من التقويم اليولياني. بدأت تسمية السنة ب379 منذ العصور الوسطى المبكرة، عندما أصبح تقويم أنو دوميني هو الأسلوب السائد في أوروبا لتسمية السنوات.

## أحداث

### حسب المنطقة

#### أوروبا
- نيل يصبح الملك لايرلندا.[1]

## مواليد
- وانغ هونغ،موظف كبير من سلالة الحاكمة ليو سونغ

## وفيات
- شابور الثاني،ملك ساسانيون.